# Сільвіо та інші
«Сільвіо та інші» (італ. Loro, досл. «Вони») — італо-французька біографічна трагікомедія 2018 року режисера Паоло Соррентіно з Тоні Сервілло в ролі Сільвіо Берлусконі. У 2018 році стрічка була номінована у 13-ти категорія на здобуття «Срібної стрічки» Італійського національного синдикату кіножурналістів та отримала 5 нагород .

## Сюжет
Сюжет фільму заснований на біографії одного з найзнаменитіших італійців — Сільвіо Берлусконі. Його дитинство було не найщасливішим, але завдяки батькам він отримав пристойну освіту і, потрапивши в будівельний бізнес, почав багатіти й будувати свою імперію. У 57 років Берлусконі подався у велику політику і незабаром став головою Ради міністрів Італії, а потім ще тричі ставав главою уряду. Берлусконі був таким же успішним, як і скандальним. На божевільних вечірках і дорогих прийомах у Римі і на Сардинії, серед розпусти і калейдоскопу дівчат його завжди оточують найвпливовіші й найнебезпечніші люди, готові на все, аби отримати доступ до живої легенди.

## У ролях
| • Тоні Сервілло        | … | Сільвіо Берлусконі |
| • Елена Софія Річчі    | … | Вероніка Ларіо     |
| • Ріккардо Скамарчо    | … | Серджо Морра       |
| • Кася Смутняк         | … | Кіра               |
| • Евридіче Аксен       | … | Тамара             |
| • Фабриціо Бентівольйо | … | Сантино Реччія     |
| • Роберто Де Франческо | … | Фабриціо Сала      |
| • Даріо Кантареллі     | … | Паоло Спаньйоло    |
| • Анна Бонаюто         | … | Чупа Каяфа         |
| • Джованні Еспозіто    | … | Маріано Апічелла   |
| • Уго Пальяї           | … | Майк Бонжиорно     |
| • Ріккі Мемфіс         | … | Ріккардо Паста     |
| • Дуччо Камеріні       | … | Рокко Барбаро      |
| • Янн Гаель            | … | Майкл Мартінес     |
| • Аліче Пагані         | … | Стелла             |

## Знімальна група
- Автори сценарію — Паоло Соррентіно, Умберто Контарелло
- Режисер-постановник — Паоло Соррентіно
- Продюсери — Карлотта Калорі, Франческа Чима, Нікола Джуліано, Віола Прест'єрі, Мюрієль Созе, Жером Сейду
- Лінійний продюсер — Дженнаро Формізано
- Співпродюсер — Ардаван Сафе
- Оператор — Лука Бігацці
- Композитор — Леле Маркітеллі
- Монтаж — Кристіано Травальйолі
- Художники-постановники — Стефанія Челла, Кристіна Вітторія Марацці
- Художник-костюмер — Карло Поджолі
- Художник-декоратор — Джулія Бузненго
- Підбір акторів — Аннамарія Самбуччо

## Нагороди та номінації
| Список нагород та номінацій                       | Список нагород та номінацій | Список нагород та номінацій                      | Список нагород та номінацій                                                    | Список нагород та номінацій | Список нагород та номінацій |
| Кінофестиваль/Кінопремія                          | Рік                         | Категорія                                        | Номінант(и)                                                                    | Результат                   | Дж                          |
| ------------------------------------------------- | --------------------------- | ------------------------------------------------ | ------------------------------------------------------------------------------ | --------------------------- | --------------------------- |
| Італійський національний синдикат кіножурналістів | 2018                        | Срібна стрічка за найкращий фільм                | Сільвіо та інші                                                                | Номінація                   |                             |
| Італійський національний синдикат кіножурналістів | 2018                        | Срібна стрічка за найкращу режисерську роботу    | Паоло Соррентіно                                                               | Номінація                   |                             |
| Італійський національний синдикат кіножурналістів | 2018                        | Срібна стрічка найкращому акторові               | Тоні Сервілло                                                                  | Номінація                   |                             |
| Італійський національний синдикат кіножурналістів | 2018                        | Срібна стрічка найкращій акторці                 | Єлена Софія Річчі                                                              | Перемога                    |                             |
| Італійський національний синдикат кіножурналістів | 2018                        | Срібна стрічка найкращому акторові другого плану | Ріккардо Скамарчо                                                              | Перемога                    |                             |
| Італійський національний синдикат кіножурналістів | 2018                        | Срібна стрічка найкращій акторці другого плану   | Кася Смутняк                                                                   | Перемога                    |                             |
| Італійський національний синдикат кіножурналістів | 2018                        | Срібна стрічка за найкращий сценарій             | Паоло Соррентіно, Умберто Контарелло                                           | Перемога                    |                             |
| Італійський національний синдикат кіножурналістів | 2018                        | Срібна стрічка за найкращу операторську роботу   | Лука Бігацці                                                                   | Номінація                   |                             |
| Італійський національний синдикат кіножурналістів | 2018                        | Срібна стрічка за найкращий монтаж               | Кристіано Травальйолі                                                          | Номінація                   |                             |
| Італійський національний синдикат кіножурналістів | 2018                        | Срібна стрічка за найкращий дизайн костюмів      | Карло Поджолі                                                                  | Номінація                   |                             |
| Італійський національний синдикат кіножурналістів | 2018                        | Срібна стрічка за найкращу музику до фільму      | Леле Маркітеллі                                                                | Номінація                   |                             |
| Італійський національний синдикат кіножурналістів | 2018                        | Срібна стрічка найкращому продюсерові            | Нікола Джуліано, Франческа Чима, Карлотта Калорі, Віола Прест'єрі, Indigo Film | Номінація                   |                             |
| Італійський національний синдикат кіножурналістів | 2018                        | Премія Гільєльмо Бірагі                          | Евридіче Аксен                                                                 | Перемога                    |                             |
| Премія «Давид ді Донателло»                       | 27.03.2019                  | Найкраща акторка                                 | Елена Софія Річчі                                                              | Перемога                    | [ 2 ]                       |
| Премія «Давид ді Донателло»                       | 27.03.2019                  | Найкращий актор                                  | Тоні Сервілло                                                                  | Номінація                   | [ 2 ]                       |
| Премія «Давид ді Донателло»                       | 27.03.2019                  | Найкращий актор другого плану                    | Фабріціо Бентівольйо                                                           | Номінація                   | [ 2 ]                       |
| Премія «Давид ді Донателло»                       | 27.03.2019                  | Найкраща акторка другого плану                   | Кася Смутняк                                                                   | Номінація                   | [ 2 ]                       |
| Премія «Давид ді Донателло»                       | 27.03.2019                  | Найкраща музика до фільму                        | Леле Маркітеллі                                                                | Номінація                   | [ 2 ]                       |
| Премія «Давид ді Донателло»                       | 27.03.2019                  | Найкраща оригінальна пісня                       | «'Na gelosia»                                                                  | Номінація                   | [ 2 ]                       |
| Премія «Давид ді Донателло»                       | 27.03.2019                  | Найкраще художнє оформлення                      | Стефанія Челла                                                                 | Номінація                   | [ 2 ]                       |
| Премія «Давид ді Донателло»                       | 27.03.2019                  | Найкращий дизайн костюмів                        | Карло Поджолі                                                                  | Номінація                   | [ 2 ]                       |
| Премія «Давид ді Донателло»                       | 27.03.2019                  | Найкращий грим                                   | Мауриціо Сільві                                                                | Номінація                   | [ 2 ]                       |
| Премія «Давид ді Донателло»                       | 27.03.2019                  | Найкращі зачіски                                 | Альдо Сіґноретті                                                               | Перемога                    | [ 2 ]                       |
| Премія «Давид ді Донателло»                       | 27.03.2019                  | Найкращий звук                                   |                                                                                | Номінація                   | [ 2 ]                       |
| Премія «Давид ді Донателло»                       | 27.03.2019                  | Найкращі візуальні ефекти                        | Симоне Коко, Джеймс Вудс                                                       | Номінація                   | [ 2 ]                       |